# 神明神社 (各務原市須衛町)
神明神社（しんめいじんじゃ）は、岐阜県各務原市須衛町に鎮座する神社（神明神社）。

## 概要
各務郡須衛村（現・各務原市須衛町）の産土神である。
慶安2年（1649年）創建。1924年（大正13年）、須衛地区の南宮神社、津島神社、白山神社を合祀する。

## 祭神
- 天照大神
- 伊弉諾命
- 伊弉冉命
- 菊理姫命
- 素盞雄命
- 大国主命
- 金山彦命